# 足フェティシズム

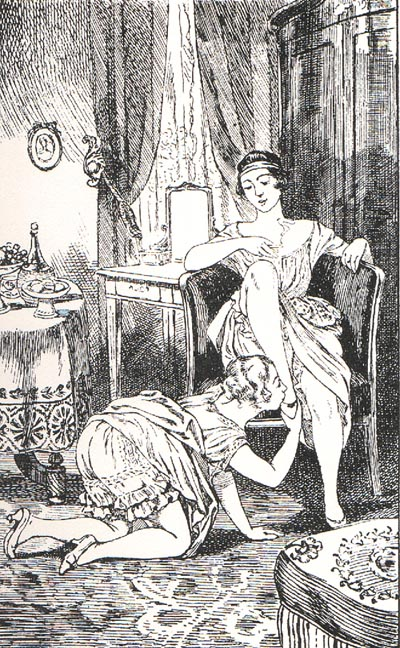
マルティン・ファン・メーレの1926年のイラスト

足フェティシズム（あしフェティシズム、英: Foot fetishism）とは、足部に非常に強い誘惑を覚えるフェティシズムの一種である。特に男性が女性の足に特別な性的興奮を有する場合が多いが、足フェティシズムは異性愛者にも同性愛者にも関係がある。足フェチなどと略される。

## 心理学的側面
大部分のフェティシズムがそうであるように、この誘惑は心理学的にはリビドーに関連付けられる。ジークムント・フロイトはこのタイプのフェティシズムは特に男性に多く見出されるという仮説を立てた。場合によっては、足フェティシズムは完全に排他的なもので、足がパートナーの生殖器を完全に置き換えてしまい得る。
1914年5月11日に、フロイトは「足フェティシズムの症例」を発表した。フロイトはフェティシズムの対象に男根的な象徴体系を位置付けた。その理論によると、他の全ての部分を排除して身体の特定の部分（この場合は足）に欲望を置き換えることはその人が幼年期に足を性器に結び付けるように条件付けられたことを物語っているのだという（フェティシズムの項目を参照）。1927年の論文では、フロイトは娘たちの足を縛ることで足をエロティックな誘惑の道具にするという中国の慣習（纏足）に触れている。フロイトにとって、ここで重要なのは女性の足を対象とした集団的なフェティシズムの現象であった。フロイトはそこに去勢恐怖の社交化を見出した。ここでの足フェティシズムは女性または男性の足に対する男性のそれに当て嵌まる。足フェティシズムでは足の匂いを嗅ぐ強い欲求を覚え、それは概して快いものと感じられ、性的興奮を覚えるにまで至り、さらにはパートナーの踵や足指や爪先を舐めたいという欲望を覚える。